# Estação Hospital de São João
A Estação Hospital São João é parte do Metro do Porto, término norte da Linha D.
Serve o Hospital de São João bem como a zona do Pólo Universitário da Asprela. É também um local popular para transbordo para serviços rodoviários urbanos e suburbanos.

## Obras de remodelação
Encontrou-se encerrada para uma empreitada de renovação do pólo intermodal, que envolve a construção de um interface coberto da estação e de uma loja Andante.
A partir da manhã de dia 29 de Agosto, a Linha Amarela D passou a ter serviço apenas até à Estação IPO. Nos quatro meses seguintes, os veículos em circulação neste eixo farão alternadamente términos, no extremo Norte, na Estação IPO (com uma frequência de 12 minutos em dias úteis) e na Estação Pólo Universitário (com uma frequência de 6 minutos). Este foi o modelo de operação que se manteve ao longo dos meses seguintes, até ao final de Dezembro de 2021.
 

Após 5 meses de intervenção, abriu a 28 de janeiro de 2022 o novo pólo intermodal da estação completamente renovado, voltando a Linha Amarela D a funcionar em pleno.